# Ван Ронк, Дэйв
Дэвид Кеннет Ритц «Дэйв» Ван Ронк (англ. Dave Van Ronk; 30 июня 1936 — 10 февраля 2002) — американский фолк-певец, важная фигура Возрождения американского фолка и нью-йоркской сцены 1960-х годов. Прозвище Ван Ронка — «Мэр МакДугал-стрит».
Ван Ронк работал в широком музыкальном диапазоне: от старых английских баллад до блюза, госпела, рока, новоорлеанского джаза и свинга. Он также известен исполнением инструментальных гитарных рэгтаймов, особенно своими версиями «St. Louis Tickle» и «Maple Leaf Rag» Скотта Джоплина. Ван Ронк был уважаемой в Нью-Йорке фигурой, человеком, курировавшим фолк-культуру в кофейнях, и по-дружески помогавшим многим начинающим музыкантам, которых он вдохновлял, продвигал и которым ассистировал. В дружеских отношениях с ним находились такие музыканты, как Боб Дилан, Том Пакстон, Патрик Скай, Филипп Оукс, Рэмблин Джек Элиот и Джони Митчелл. На своем первом альбоме в аранжировке Ван Ронка Боб Дилан записал традиционную песню «House of the Rising Sun».

## Биография
Ван Ронк родился в Бруклине, в семье, которая была «по большей части ирландской, несмотря на голландскую фамилию». В 1951 году он перебрался из Бруклина в Квинс и начал посещать католическую школу Святого Младенца Иисуса (Holy Child Jesus Catholic School), ученики которой, в большинстве своем, имели ирландское происхождение.
В 1949 году он начал выступать с барбершоп-квартетом, но забросил его ещё до окончания средней школы. Несколько следующих лет он бездельничал, слоняясь по Нижнему Манхеттену, и дважды уходил в плавание на торговом судне.
Первые профессиональные выступления Ван Ронка прошли в составе различных нью-йоркских коллективов, исполнявших традиционный джаз, в которых он играл на тенор-банджо. Позднее он вспоминал: «Мы хотели играть джаз самым странным образом… и мы это делали!». Но пик расцвета традиционного джаза остался в прошлом, и Ван Ронк переключился на исполнение блюза, на который он наткнулся во время покупок джазовых пластинок. Это были пластинки таких исполнителей, как Фурри Льюис и Миссисипи Джон Херт. Ван Ронк был не первым белым музыкантом, игравшим африкано-американский блюз, но заметно выделялся своим исполнительским подходом.
Примерно к 1958 году он стал убежденным последователем фолк-блюзового стиля. Аккомпанируя себе на акустической гитаре, Ван Ронк исполнял блюз, джаз и фолк-музыку. Время от времени он писал собственные песни, но, чаще, делал аранжировки на песни ранних исполнителей и своих ровесников по фолковому движению. Его голос и стиль исполнения оказали сильное влияние на Ноэля Пола Стуки, который в дальнейшем стал «Полом» из известного фолк-поп трио «Peter, Paul and Mary».
Ван Ронк выделялся также благодаря сочетанию крупного телосложения и яркой харизмы, выдающей в нём интеллектуального, образованного человека множества талантов. Среди его интересов были кулинария, научная фантастика (он был рьяным поклонником научной фантастики, нередко говорил о повсеместной «деградации ума»), мировая история и политика. В течение 1960-х годов он поддерживал леворадикальную политику и был членом Либертарной лиги (американские анархисты и либертарные социалисты) и троцкистского Американского комитета за Четвертый интернационал, позже переименованного в Лигу трудящихся. В 1974 году он появился на «Вечере за Сальвадора Альенде», концерте, организованном Филипом Оуксом, где выступил вместе с другими исполнителями, протестующими против свержения демократического социалистического правительства Чили и в поддержку беженцев, спасающихся от военной хунты Аугусто Пиночета, поддерживаемой США. Несмотря на то, что позднее Ван Ронк был не столь политически активен, он остался верен анархистским/социалистическим убеждениям и продолжал платить взносы в международную рабочую организацию «Индустриальные рабочие мира» до самой смерти.
После самоубийства Оукса в 1976 года, Ван Ронк принял участие в концерте его памяти в Мэдисон-сквер-гарден, исполнив блюзовую версию традиционной фолк-баллады «Он был мне другом» («He Was A Friend Of Mine»). Ещё в 1960-х он женился на Терри Тал, затем долгие годы жил с Джоан Грэйс, а затем женился на Андреа Вуколо, с которой прожил до конца жизни. Он продолжал выступать на протяжении четырёх десятилетий, и дал свой последний концерт за несколько месяцев до смерти.
В декабре 1997 года Ван Ронку присуждена Премия за вклад от Американского общества композиторов, авторов и издателей.
Ван Ронк умер в нью-йоркском госпитале от сердечно-легочной недостаточности во время реабилитации после операции на раке толстой кишки. Он не успел завершить работу над своими мемуарами. Благодаря его соавтору, Элайдже Уолду, они были опубликованы в 2005 году под названием «Мэр МакДугал-стрит».
В 2004 году в Нью-Йорке его именем была названа часть Шеридан-сквер (в район пересечения Барроу-стрит и Вашингтон Плейс).

## Культурное влияние
Ван Ронка можно охарактеризовать, как прекрасного (и, во многом, недооцененного) гитарного исполнителя и интерпретатора чёрного блюза и фолка, обладавшего удивительной способностью чувствовать произведения и олицетворять себя с его героями. Джони Митчелл часто говорила, что его версия песни «Both Sides Now» (которую он назвал «Clouds») была лучшей из всех, что она слышала.
В своей биографии Боб Дилан отмечал:

Дома на Среднем Западе я слышал его на пластинках и считал довольно клевым, а некоторые записи копировал пофразно. Он был страстен, он жалил, он пел, как кондотьер. Судя по голосу, он заплатил свою цену. Ван Ронк мог выть и шептать, превращать блюз в баллады, а баллады — в блюз. Я обожал его стиль. Он для меня символизировал город. В Гринвич-виллидж Ван Ронк был королем улицы, он правил абсолютно. […] А однажды с улицы зашел какой-то здоровый плотный мужик. Словно явился прямиком из русского посольства, отряхнул снег с рукавов шубы, снял перчатки, бросил на прилавок и попросил гитару «Гибсон», висевшую на кирпичной стене. Оказалось, это Дэйв Ван Ронк. Неприветливый, сплошная масса вздыбленных волос и щетины, на нём словно было написано, что ему на все плевать. Такой самоуверенный охотник.

Фильм братьев Коэн «Внутри Льюина Дэвиса», рассказывающий о непростой судьбе фолк-музыканта, основан на историях из жизни Ван Ронка.

## Особенности
Ван Ронк отказывался от полетов и так и не научился водить автомобиль (он пользовался поездами или автобусами, или, когда это было возможно, нанимал девушек или молодых музыкантов в качестве водителей), и старался не покидать надолго Гринвич-виллидж (за исключением непродолжительного пребывания в Калифорнии в 1960-х). Фирменной фишкой Ван Ронка стал керамический кувшин с виски «Tullamore Dew», который он всегда ставил на сцену рядом с собой во время своих ранних выступлений.

## Дискография
- 1959: Van Ronk Sings Ballads, Blues, and a Spiritual (also released as Gambler’s Blues and Black Mountain Blues) (Folkways)
- 1961: Dave Van Ronk Sings (also released as Dave Van Ronk Sings the Blues and Dave Van Ronk Sings Earthy Ballads and Blues) (Folkways)
- 1962: Dave Van Ronk, Folksinger
- 1963: In the Tradition
- 1964: Dave Van Ronk and the Ragtime Jug Stompers
- 1964: Inside Dave Van Ronk
- 1964: Just Dave Van Ronk
- 1966: No Dirty Names
- 1967: Dave Van Ronk and the Hudson Dusters
- 1971: Van Ronk
- 1973: Songs For Ageing Children
- 1976: Sunday Street
- 1980: Somebody Else, Not Me
- 1982: Your Basic Dave Van Ronk
- 1985: Going Back To Brooklyn
- 1990: Hummin' to Myself
- 1990: Peter and the Wolf
- 1992: Let No One Deceive You: Songs of Bertolt Brecht (Frankie Armstrong & Dave Van Ronk)
- 1994: To All My Friends in Far-Flung Places
- 1995: From… Another Time & Place
- 2001: Sweet & Lowdown
- 2005: The Mayor of MacDougal Street
- 2013: Down in Washington Square: The Smithsonian Folkways Collection (Smithsonian Folkways)

### Концертные записи
- 1982: Your Basic Dave Van Ronk
- 1983: St James Infirmary (released in 1996 as Statesboro Blues)
- 1983: Dave Van Ronk in Rome
- 1997: Live at Sir George Williams University (recorded in 1967)
- 2004: Dave Van Ronk: …and the tin pan bended and the story ended… (Smithsonian Folkways)
- 2008: On Air (1993)
- 2014: Live in Monterey (recorded in 1998)
- 2015: Hear Me Howl: Live 1964 (recorded Indiana University, Bloomington Indiana, October 20, 1964)

### Компиляции
- 1972: Van Ronk (includes Folksinger and Inside Dave Van Ronk in their entirety. Later released on CD as Inside Dave Van Ronk)
- 1988: Hesitation Blues
- 1989: Inside Dave Van Ronk
- 1991: The Folkways Years, 1959—1961 (Smithsonian Folkways)
- 1992: A Chrestomathy
- 2002: Two Sides of Dave Van Ronk (includes all of In the Tradition and most of Your Basic Dave Van Ronk)
- 2012: Bluesmaster (includes all of Sings Ballads, Blues and a Spiritual and selections from Dave Van Ronk Sings)
- 2013: Inside Dave Van Ronk (vinyl reissue)

### В качестве приглашенного артиста
- 1958: Skiffle in Stereo (The Orange Blossom Jug Five)
- 1959: The Unfortunate Rake[3]
- 1959: Fo’csle Songs and Shanties (by Paul Clayton)[4] — Van Ronk sings on all songs.
- 1963: Newport Folk Festival 1963 The Evening Concerts Vol. 2
- 1964: Blues from Newport
- 1964: The Blues Project
- 1995: Life Lines, Peter, Paul and Mary
- 1998: Other Voices, Too, Нэнси Гриффит
- 1999: The Man From God Knows Where, Tom Russell